# Stalk
Stalk è una serie televisiva francese ideata da Simon Bouisson, Jean-Charles Paugam e Victor Rodenbach, scritta da Bouisson e Paugam, e diretta dal solo Bouisson.

## Trama

### Prima stagione
Tutto inizia in una prestigiosa facoltà di ingegneria dove Lucas (alias Lux), un ragazzo eccezionalmente dotato, viene deriso e umiliato da un gruppo di studenti più grandi. Lui, che si sente il più anonimo degli anonimi, è arrivato alla facoltà grazie ad una borsa di studio vinta per le sue straordinarie capacità informatiche. Per vendicarsi delle mortificazioni subite, il ragazzo utilizza le sue capacità per spiare, perseguitare e molestare i suoi aguzzini: hackera i loro cellulari e i loro computer compreso quello di Alma, la ragazza di cui è innamorato. Lux si trasforma in vero stalker e poco alla volta, riesce a diventare la persona potente e popolare che ha sempre voluto essere, fino a quando non diventa vittima della sua stessa trappola.

### Seconda stagione
Lux è all'inizio del terzo anno alla ENSI, la scuola nazionale francese di scienze informatiche, una delle migliori al mondo. Non si è più reso protagonista di episodi di stalking, e insieme ai “Cacciatori di stalker” è pronto a vincere le elezioni studentesche. Tutto sembra andare bene per lui, ma improvvisamente il suo stato di calma viene messo a rischio quando un misterioso stalker, che si fa chiamare “Duca Bianco”, animato da quello che sembra un astio personale proprio contro Lux, prende il controllo della scuola. Chi è? E perché attaccare lui e le persone a cui tiene di più come Alma, che nel frattempo si è trasferita in Canada? Per proteggersi, reagire alle minacce e calmare l'isteria che dilaga in tutto il campus, Lux sarà costretto a ricadere nella sua vecchia dipendenza: lo stalking.

## Episodi
| Stagione         | Episodi | Pubblicazione Francia | Pubblicazione Italia |
| ---------------- | ------- | --------------------- | -------------------- |
| Prima stagione   | 10      | 2020                  | 2020                 |
| Seconda stagione | 10      | 2021                  | 2021                 |

## Personaggi e interpreti

### Protagonista
- Lucas / Lux, interpretato da Théo Fernandez e doppiato in italiano da Mattia Nissolino.

### Coprotagonisti

#### Prima stagione
- Alma, interpretata da Carmen Kassovitz e doppiata in italiano da Margherita De Risi.
Studentessa, amica di Margot, ha una breve relazione con Alexandre e poi si innamorerà di Luka nonostante la burrascosa relazione.
- Alexandre de Givry, interpretato da Pablo Cobo e doppiato in italiano da Manuel Meli.
Studente, leader del gruppo con Samir e Lolo, primo soggetto di stalinkg di Luka, figlio del proprietario della criptovaluta Crypto.
- Samir, interpretato da Yasin Houicha e doppiato in italiano da Mirko Cannella.
Studente, amico di Alexandre e Lolo. Ammira le conoscenze di hacker di Lucas.
- Lolo, interpretato da Rio Vega e doppiato in italiano da Andrea Di Maggio. Studente, amico di Alexandre e Samir.
- Margot, interpretata da Manon Valentin e doppiata in italiano da Lucrezia Marricchi.
Studentessa, migliore amica di Alma.
- Félix, interpretato da Azize Diabaté e doppiato in italiano da Federico Campaiola.
Studente, compagno di studi di Luka in aula.
- Abel Herzig, interpretato da Clément Sibony e doppiato in italiano da Francesco Pezzulli.
Docente di informatica ed hacker. Inizialmente ammiratore di Luka come suo miglior studente, finirà per essere hackerato dallo stesso.

#### Seconda stagione
- Charlie, interpretata da Aloïse Sauvage, doppiata in italiano da Vittoria Bartolomei.
Studentessa, ha un passato in psichiatria, diffidente con tutti ma dalle grandi doti informatiche.
- Eva Lang, interpretata da Vanessa Guide.
- Justin, interpretato da Riadh Belaïche.
- Oscar, interpretato da Elias Hauter e doppiato in italiano da Alex Polidori.
- Sasha, interpretata da Julie Sara Foulon.
- Blaise, interpretato da Paul Deby.
- Rudy, interpretato da Paul Scarfoglio.
- Bilal, interpretato da Nicolas Cazalé.
- De Givry, interpretato da Arthur Benzaquen.

## Produzione
Le riprese si sono svolte principalmente a Lilla, con alcune scene girate ad Armentières. Quelle all'interno dell'università sono state quasi interamente girate nei locali di Sciences Po Lille (in particolare l'anfiteatro al primo piano, i corridoi e la caffetteria), mentre gli esterni sono stati girati davanti al Lycée Gustave-Eiffel.

## Distribuzione italiana
Le vendite internazionali della serie sono state gestite da France Télévisions Distribution. In Italia la serie viene distribuita sulla piattaforma online RaiPlay (con la collaborazione di GA&A Productions), con il doppiaggio eseguito presso la Tiger Film e diretto da Roberta De Roberto. I dialoghi della prima stagione sono stati adattati da Simona Chirizzi, mentre quelli della seconda da Chirizzi, Marzia Bistolfi e Ilaria Capone.

## Accoglienza
Il sito web Numerama afferma che la serie «raggiunge l'impresa di miscelare uno spettacolo per adolescenti con una vera riflessione sulla sicurezza informatica del mondo reale, lontano dalla fantasia della maggior parte delle serie e dei film». Secondo il quotidiano Le Figaro, la serie è stata «brillantemente concepita e girata», ed «esplode mettendo in scena personaggi complessi, lontani da qualsiasi logica dogmatica». La rivista Télérama recensisce molto favorevolmente la serie, che «riesce a imporre un ritmo molto sostenuto pur essendo scritta con accuratezza e straordinariamente interpretata». Il quotidiano Le Parisien si congratula per il realismo e la descrive come «tanto emozionante quanto inquietante, [...] siamo catturati negli ingranaggi di Stalk dal primo episodio». Per il magazine cinematografico Première, «dire che la serie è efficace è un eufemismo».

## Riconoscimenti
- 2019 – Festival de la Fiction TV[13]
  - Migliore regista a Simon Bouisson
  - Migliore giovane attore a Théo Fernandez
- 2021 – Festival de la Fiction TV[14]
  - Migliore colonna sonora a Paul Sabin
  - Migliore serie televisiva a Simon Bouisson, Priscilla Bertin e Judith Nora